# 内藤弘矩
内藤 弘矩（ないとう ひろのり）は、日本の室町時代後期の武将で、周防長門の守護大名大内氏の家老として、代々長門守護代を務める内藤氏の当主。大内政弘、義興の2代に仕え重きをなす。娘（東向殿）はのちに義興の正室となり大内氏嫡子義隆を生む。

## 生涯

### 兄の謀反
応仁の乱のため上京した大内政弘に従い、弘矩は在京、諸所の合戦に活躍した。長期にわたり上洛し不在だった政弘に対して、1470年（文明2年）に叔父の大内教幸（道頓）が謀反を起こし、それに兄の内藤武盛が加担する。しかし乱は陶弘護らの活躍により鎮圧されたため、弟の弘矩が武盛に代わって父の跡を継ぎ内藤家の当主となった。
そして、1472年から23年に渡り長門守護代を務めた。

### 陶弘護暗殺事件
政弘の代は、周防守護代陶弘護とともに大内家重臣として重きをなし、上洛した政弘の留守を守った。1482年（文明14年）に、宴席でその弘護が遺恨のあった吉見信頼に討たれる事件（大内山口事件）が起こるが、弘矩はその場で信頼を成敗し、事態を収拾する。その後は大内家随一の重臣として権勢を振るう。

### 大内政弘・義興により誅殺
1494年(明応3年)に病態の政弘が義興に家督を譲ったあとは、若年の君主を補佐した。
明応4年（1495年）2月13日、弘護の長男陶武護が次男の陶興明を殺害した際には弘矩の同意があったとされる。
しかし15日後の明応4年（1495年）2月28日、その「中務少輔武護為」に弘矩は政弘宅で、子の弥七弘和は義興が兵をさしむけて討伐された。
のちに義興は弘矩の娘を正室に迎えるとともに、弘矩の死後家督を継いだ弘春の嫡子興盛に弘矩の娘と婚姻させた。
義興に嫁いだ娘は、義興の嫡男亀童丸（のちの大内義隆）を産んでいる。

## 人物・逸話
誅殺について藤井崇は大内政弘が自らの権力を脅かす陶弘護を排除するために吉見信頼に殺害させたところを、内藤弘矩に口封じさせたのが本来の計画であったが、後日の陶武護の反抗をきっかけに更に内藤弘矩も殺害して真相を隠そうとしたとする説を提示している（陶武護が弟の興明を殺害して陶氏の家督を奪ってから15日後に弘矩が殺されている）。
また、文人としても活動しており、当代屈指の連歌師宗祇とも交流した記録がある。